# Шумский, Евгений Ефимович
Евгений Ефимович Шумский (1941 — 1995) — советский актёр и режиссёр.

## Биография
Родился в 1941 году в Москве. Сын профессора Шумского Е. Г.
Окончил ГИТИС (в 1963 году — актёрский факультет, в 1975 году — театроведческий). 
В 1965−1968 годах — актёр Московского театра драмы и комедии на Таганке (спектакли «Высокая сеньория», «Монахи» и другие). 
В 1968−1995 годах — на Гостелерадио. Режиссёр передач на Монголию (с 1988), страны Востока и Индокитая (с 1990). 
С 1991 года — в службе информационных программ для стран Дальнего Востока, главный редактор радиовещания на страны Азии, режиссёр студии информационных программ «Московского радио», «Радио России». 
Автор и ведущий цикла радиопередач «Мне напомнил старый патефон», посвящённых мастерам эстрады (А. Н. Вертинский, И. Д. Юрьева, Л. О. Утесов, П. К. Лещенко, В. А. Козин, А. Б. Пугачева и др.). 

 Умер в 1995 году в Москве. Похоронен на Николо-Архангельском кладбище в Москве.